# جوانی سید روح‌الله خمینی

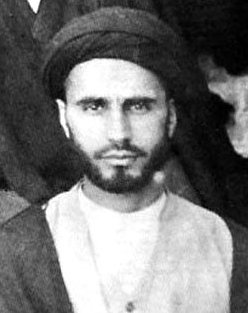
روح‌الله خمینی در جوانی

جوانی سیّد روح‌الله مصطفوی خمینی (۱ مهر ۱۲۸۱ – ۱۳ خرداد ۱۳۶۸) اولین رهبر نظام جمهوری اسلامی را می‌توان از زمان مهاجرت او به حوزه علمیه اراک برای تحصیلات تکمیلی (آغاز سده چهارده خورشیدی) تا سن چهل سالگی وی (پایان دهه بیست) دانست که در این مبحث به آن پرداخته می‌شود. پدر او سید احمد مصطفوی بوده‌است.

## رفتن به اراک و ادامهٔ تحصیل

سید روح‌الله خمینی و برادرش سید مرتضی

در آغاز جوانی سید روح‌الله خمینی و پس از تحصیلات مقدماتی‌اش به سال ۱۲۹۹ هجری شمسی، برادر بزرگ‌تر وی، سید مرتضی، او را برای تکمیل تحصیلاتش، وی را با خود راهی اراک کرد. او در آن‌جا وارد مدرسهٔ سپهدار شد.
در آن سال‌ها اراک به دلیل حضور عبدالکریم حائری یزدی به مرکز مهمی برای یادگیری مسائل دینی تبدیل شده بود، به‌گونه‌ای که خمینی که پیش از رفتن به اراک قصد داشت تحصیلات خود را در اصفهان ادامه دهد، به دلیل وجود این شخص در اراک به این شهر مهاجرت کرد.
حائری یزدی در سال ۱۳۳۲ هجری قمری راهی این شهر شد و کلاس‌های خود را در مدرسهٔ میرزا یوسف‌خان به جریان انداخت. این‌طور به نظر می‌رسد که خمینی در آن سال‌ها در علوم دینی به قدر کافی پیشرفت نکرده بود که تحصیلات خود را مستقیماً زیر نظر او ادامه دهد. او درس منطق را در حضور محمد گلپایگانی، کتاب شرح‌العلوم از زین‌الدین العاملی را زیر نظر آقا عباس اراکی و ادامهٔ تحصیل المتول خود را با هدایت محمد علی بروجردی گذراند.
زمانی که او در اراک مشغول تحصیل بود حوادث زیادی در ایران رخ داد. مهم‌ترین آن‌ها کودتای رضاشاه در ۱۲۹۹ و دستگیری سید حسن مدرس بود.
خمینی در سن ۱۹ سالگی و در ضمن تحصیل، در مراسم بزرگداشت سید محمد طباطبایی، اولین خطابهٔ خود را قرائت کرد. این خطابه در واقع یک بیانیهٔ سیاسی بود که در آن او به قدردانی و تمجید از سید محمد طباطبایی پرداخته بود. از قول او در مورد این خطابه نقل شده:
«پیشنهاد شد منبر بروم، استقبال کردم. آن شب کم خوابیدم، نه از ترس مواجه شدن با مردم، بلکه با خود فکر می‌کردم فردا باید روی منبری بنشینم که متعلق به رسول‌الله است. از خدا خواستم مدد کند که از اولین تا آخرین منبری که خواهم رفت، هرگز سخنی نگویم که جمله‌ای از آن را باور نداشته باشم… و این خواستن عهدی بود با خدا بستم، اولین منبرم طولانی شد، اما کسی را خسته نکرد… و عده‌ای احسنت گفتند، وقتی به دل مراجعه کردم از احسنت گویی‌ها خوشم آمده بود، به همین خاطر دعوت دوم و سوم را رد کردم و چهار سال هرگز به هیچ منبری پا نگذاردم.»
او بعد از این مجلس تا چهار سال در هیچ منبری به سخنرانی و خطابه نپرداخت.

## قم

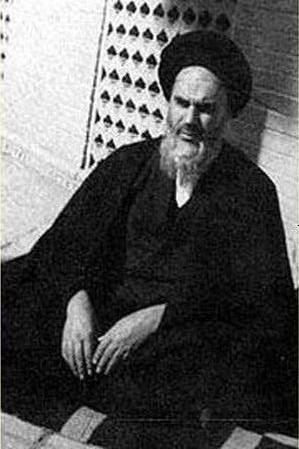
سید روح‌الله خمینی در منزل قم

حدود یک سال بعد از رفتن خمینی به اراک، حائری از اراک راهی قم شد. در آن سال‌ها قم به عنوان یکی از شهرهای مهم آموزش تعلیمات دینی و پایگاه مذهب شیعه در ایران، سال‌ها بود که در زیر سایهٔ شهرهای مذهبی عراق قرار گرفته بود. رفتن حائری به قم آغازی بود بر رونق گرفتن حوزهٔ علمیهٔ قم و مطرح شدن این شهر به‌عنوان پایتخت معنوی ایران، و با در نظر گرفتن مبارزات و فعالیت‌های سیاسی صورت گرفته توسط خمینی و سایرین در سال‌های بعد در قم، می‌توان به نقش کلیدی این شهر در جریانات سیاسی آن زمان پی برد.
بعد از مهاجرت حائری از اراک به قم، خمینی نیز چهار ماه بعد به دنبال او راهی این شهر شد. نوروز سال ۱۳۰۰ هجری شمسی، خمینی برای دیدار خانواده موقتاً به خمین بازگشت و با توجه به این‌که در این سفر تمام اسباب و اثاثیهٔ زندگی را همراه خود از اراک آورده بود، می‌توان به این نتیجه رسید که در تصمیم خود برای مهاجرت به قم جدی بوده‌است.
او پس از مدتی کوتاه اقامت در خمین، راهی قم و ساکن مدرسهٔ دارالشفاء شد.
این حرکت یک نقطهٔ عطف در زندگی او محسوب می‌شد، چرا که در قم بود که او تحصیلات خود را در درجات بالا ادامه داد و مبارزات سیاسی خود را پایه‌گذاری کرد. در سال‌های بعدی زندگی خمینی، شهر قم به‌گونه‌ای جزء بخشی از هویت او شد که می‌توان او را به نوعی محصول شهر قم دانست.
در سال ۱۳۵۹ هجری شمسی و زمانی که در حال سخنرانی برای جمعی از مهمانان قمی بود، در مورد این شهر گفت:
«هرجایی که زندگی کنم، شهر من قم است؛ و به این واقعیت افتخار می‌کنم. قلب من همیشه با قم و مردمانش است.»

### ادامهٔ تحصیل در قم

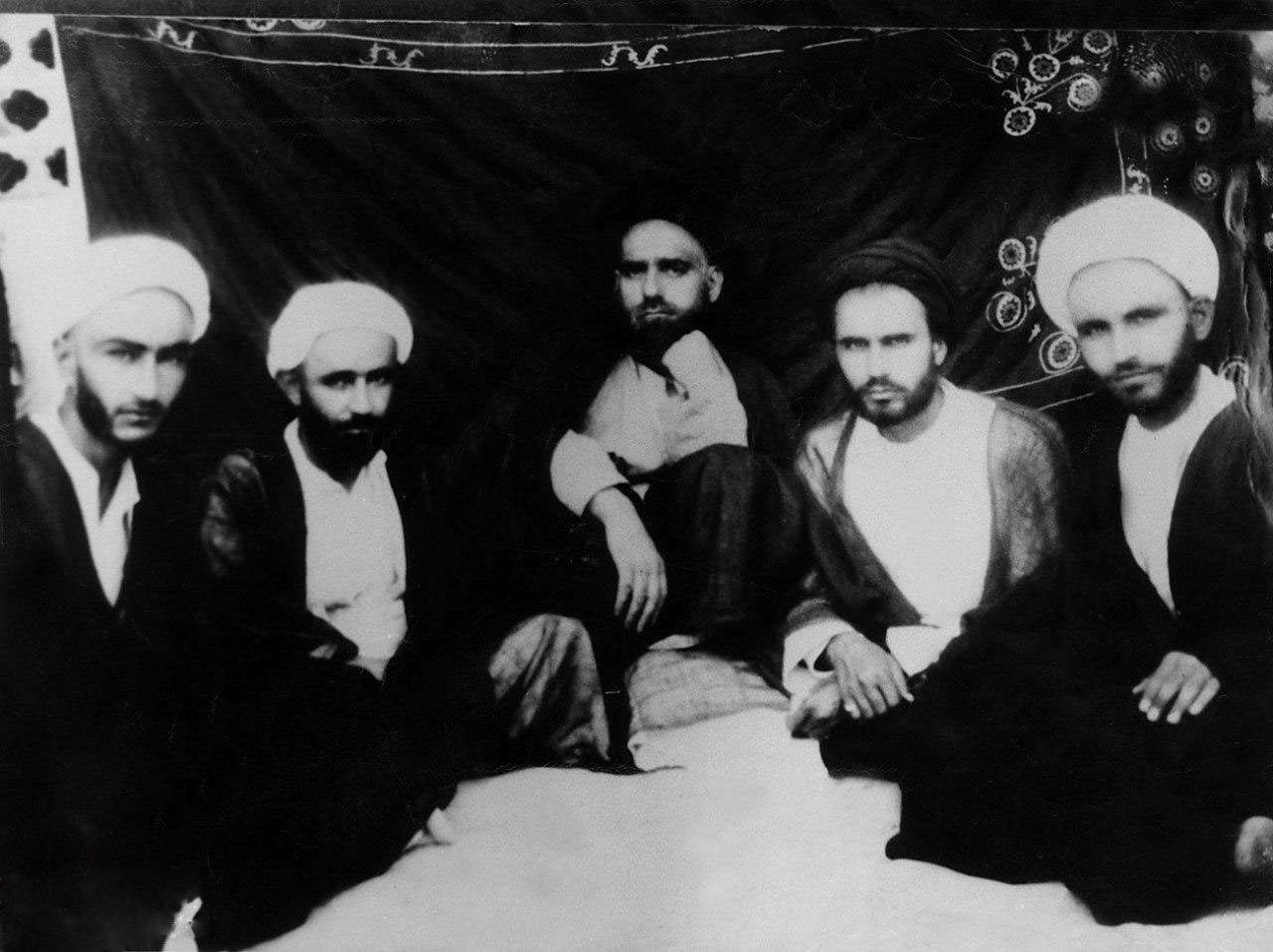
سید روح‌الله، نفر دوم سمت راست در جمع همدرسان

او در قم تحصیلات خود را از سر گرفت و زمان خود را وقف کامل کردن بخش مقدماتی تحصیلات حوزوی – موسوم به سطوح – و هم‌چنین فقه و شریعت کرد. قسمت‌های پایانی کتاب مطول را نزد آقا میرزا محمدعلی ادیب تهرانی و دروس سطح را از محضر محمدتقی خوانساری و بیشتر نزد سیدعلی یثربی کاشانی فراگرفت.
او بعد از گذراندن سطح و سرانجام در سن بیست‌وپنج‌سالگی موفق به حضور در کلاس‌های عبدالکریم حائری یزدی (درگذشته ۱۳۵۵ قمری) – مؤسس حوزهٔ علمیه - شد و تا دو سال دروس خارج فقه و اصول را نزد او گذراند. پس از درگذشت حائری با آمدن بروجردی به قم، برای ترویج وی در درس خارج او حضور پیدا کرد.
خمینی در قم با گذراندن درس‌هایی که نه تنها جزء برنامهٔ درسی حوزه به‌شمار نمی‌آمدند، بلکه در آن زمان نسبت به آن‌ها نگرش منفی وجود داشت، نشان داد که هدفی بزرگ‌تر از تبدیل شدن یه یک فقیه شیعه را دارد؛ دروسی مانند فلسفه و عرفان که خمینی جوان در آن زمان به آن‌ها علاقهٔ زیادی نشان می‌داد.
در بیست‌وهفت‌سالگی در قم با حاج شیخ محمدرضا نجفی اصفهانی آشنا شد که فلسفه می‌دانست و به فلسفهٔ عرب نیز آشنایی داشت. او در قم داروینیسم و نقد آن را تدریس می‌کرد و مدتی خمینی جوان در این درس نیز حاضر شد. استاد دیگر او در معقول، ابوالحسن رفیعی قزوینی بود. خمینی در نزد او ریاضیات، هیئت و فلسفه را آموخت.
او هم‌چنین تفسیر صافی را با ملا محسن فیض کاشانی و سپس با علی اراکی گذراند. تعلیمات او در زمینهٔ عرفان و موضوعات مرتبط با آن در کلاس‌های میرزا جواد ملکی تبریزی آغاز شد که البته با مرگ استادش در ۱۳۰۴ نیمه‌تمام ماند. پس از آن در زمینه عرفان از میرزا محمدعلی شاه‌آبادی آموخت. در درس فلسفه نیز او تحت آموزش میرزا علی اکبر حکیم یزدی – از شاگردان ملا هادی سبزواری – قرار داشت که او نیز در سال ۱۳۰۵ درگذشت. استاد دیگر او در فلسفه ابوالحسن رفیعی قزوینی بود که تا زمان جدایی‌اش از حوزه در ۱۳۱۰ هجری شمسی، خمینی در کلاس‌هایش حضور داشت.
او علوم معنوی و عرفانی را نیز نزد میرزا علی‌اکبر حکمی یزدی و عروض و قوافی و فلسفهٔ اسلامی و فلسفهٔ عرب را پیش محمدرضا نجفی مسجدشاهی آموخت.

### آشنایی با مدرس
قم برای خمینی موقعیت مناسبی بود تا بتواند با روحانیون دیگر هم ارتباط برقرار کند. یکی از کسانی که خمینی در قم با آن‌ها ملاقات کرد، سید حسن مدرس است. این آشنایی به چند گفتگوی دینی یا سیاسی ختم نشد و بعد از آن نیز خمینی بارها در تهران و مجلس شورای ملی با او ملاقات و گفتگو کرد.
خمینی خود در مورد مدرس می‌گوید:
«مرحوم مدرس -رحمه الله - خوب من ایشان را هم دیده بودم. این هم یکی از اشخاصی بود که در مقابل ظلم ایستاد، در مقابل ظلم آن مرد سوادکوهی آن رضاخان قلدر ایستاد و در مجلس بود. ایشان را به عنوان طراز اول، علما فرستادند به تهران و ایشان با گاری آمد تهران. از قراری که آدم موثقی نقل می‌کرد، ایشان یک گاری آنجا خریده بود و اسبش را شاید خودش می‌راند تا آمد به تهران. آن‌جا هم یک خانه مختصری اجاره کرد و من منزل ایشان مکرر رفتم، خدمت ایشان - رضوان الله علیه - مکرر رسیدم.»
خمینی حدوداً نوزده سال داشت که نخستین بار مدرس را می‌بیند و آشنایی و ارتباط آن دو از همان زمان آغاز می‌شود. از تجلیل‌ها و سخنان او در رابطه با سید حسن مدرس در سال‌های پس از پیروزی انقلاب این‌طور برمی‌آید که آن دیدارها از مدرس شخصیت بزرگی در چشم خمینی ساخته‌است.

### رابطه با شاه‌آبادی
در بین تمام اساتید خمینی در حوزه، او با استاد خود در درس عرفان نظری، محمدعلی شاه‌آبادی، رابطهٔ خاصی برقرار کرده بود که از رابطهٔ استاد و شاگرد نیز فراتر رفته بود، به‌گونه‌ای که به مدت شش سال نزد او می‌رفت تا در کنار فقه و فلسفه، عرفان را نیز بیاموزد. او هم‌چنین بررسی آثار بزرگان صوفی، مانند ابن عربی و ملاصدرا را نزد شاه‌آبادی گذراند.
می‌توان گفت که در آن سال‌ها، شاه‌آبادی بیشترین تأثیر را بر تحولات روحی و روانی خمینی جوان داشته‌است، طوری‌که او بعدها در بسیاری از آثار خود از شاه‌آبادی به‌عنوان شیخ و عارف کامل یاد می‌کند. گفته می‌شود در زمان ورود شاه‌آبادی به قم در سال ۱۳۰۷، خمینی از او سؤالی در رابطه با ماهیت وحی می‌کند و پاسخی که می‌شنود او را شیفتهٔ شاه‌آبادی می‌سازد. بعد از آن، به‌دنبال درخواست‌های پیاپی او، شاه‌آبادی راضی می‌شود که به او و چند طلبهٔ دیگر فصوص‌الحکم ابن عربی را آموزش دهد. با وجود آن‌که اساس آن تعلیمات بر تفسیر داوود قیسری بر فسوس بنا شده بود، اما خمینی تأیید کرده‌است که شاه‌آبادی بخشی از بینش و بصیرت شخصی خود را نیز در این آموزش دخیل کرده‌بود.
کتاب‌های دیگری که خمینی تحت نظر شاه‌آبادی به تعلیم آن‌ها پرداخت عبارت بودند از منازل‌السایرین از حنبلی صوفی و خواجه عبدالله انصاری، مصباح الانس محمدهمزه فنری، و تفسیر مفاتیح‌الغیب از صدرالدین قونوی.
این احتمال وجود دارد که بخش مهمی از شخصیت و اندیشه‌های خمینی در این آموزش‌ها و توسط شاه‌آبادی صورت گرفته و تلفیق عرفان و دغدغه‌های سیاسی‌اش، در شکل‌گیری شخصیت سیاسی او تأثیر زیادی گذاشته‌باشد. به ویژه با در نظر گرفتن این واقعیت که در آن دوران، شاه‌آبادی در کنار چند تن دیگر، از معدود علمایی محسوب می‌شد که علناً به سیاست‌های حکومت رضاشاه اعتراض می‌کرد، و نیز کتاب شذرات المعارف او که در آن اسلام را به عنوان «یک دین مطلقاً سیاسی» توصیف کرده‌بود.

### علاقه به عرفان
آن‌طور که از آثار اولیهٔ خمینی برمی‌آید، علاقهٔ اصلی او در آن زمان و در سال‌های نخستین حضور در قم، عرفان بود. با آنکه روحانیون قم به عرفان با چشم بدبینی نگاه می‌کردند. خمینی در حلقه کوچکی از شاگردان به تدریس عرفان می‌پرداخته‌است.
برای مثال، در سال ۱۳۰۷ او کتاب شرح دعای سحر را - که تفسیر جامعی بود بر دعایی که محمد باقر در ماه رمضان می‌خواند - نوشت. در این کتاب، همانند آثار دیگر خمینی پیرامون موضوع عرفان، اصطلاحات به کار برده شده توسط ابن‌عربی به کرات دیده می‌شود. دو سال بعد، او مصباح‌الهدایه الی الخلیفه والولایه را نوشت، که چکیده و شرح مختصری بود بر موضوعات اصلی عرفان. اثر دیگر خمینی در آن سال‌ها – که مرتبط با موضوع عرفان بود – مجموعه‌ای از تفسیرها پیرامون تفسیر فصوص قیصری بود.
خمینی در بخشی از کتابی که در ۱۳۱۳ منتشر شد، به عنوان زندگی‌نامهٔ خود نوشت که او زمان زیادی را به مطالعه و آموزش آثار ملاصدرا اختصاص می‌داده‌است. او هم‌چنین در این نوشته بیان کرده که چندین سال تحت نظر شاه‌آبادی مشغول تحصیل عرفان بوده و این‌که مدتی در کلاس‌های فقه حائری شرکت کرده‌است.
آن‌گونه که از دنبالهٔ مطالب مندرج در آن نوشته و شواهد دیگر برمی‌آید، «فقه» هیچ‌گاه به‌عنوان اولویت اصلی خمینی مطرح نبوده‌است. در نقطهٔ مقابل، «عرفان» همواره به عنوان دغدغهٔ اصلی او به حساب می‌آمده، به‌گونه‌ای که بخش زیادی از تحصیل و تعلیم و نوشته‌های او در آن زمان پیرامون این موضوع بوده‌است. ادامهٔ این علاقه در سال‌های بعد تأثیر زیادی در شخصیت فکری و روحی او داشت، و این موضوع در بسیاری از فعالیت‌های سیاسی آتی او نیز نمود داشت.

### آغاز تدریس
کلاس‌های اخلاق که با حضور میرزا جواد ملکی تبریزی برگزار می‌شد، سه سال بعد از مرگ او توسط شاه‌آبادی مجدداً پی گرفته شد و زمانی که او در ۱۳۱۵ هجری شمسی، قم را به قصد تهران ترک کرد، خمینی جوان را جانشین خود در این درس کرد. کلاس‌های درس اخلاقی عرفانی خمینی در آغاز با بررسی منازل‌السائرین انصاری می‌گذشت، اما بعد از آن و در ادامه به جایی برای طرح نگرانی‌ها و دغدغه‌های مربوط به آن دوره تبدیل شد، به‌گونه‌ای که پس از مدتی طرفداران بسیاری در قم و حتی در بین طلبه‌های شهرهای دور، مانند اصفهان و تهران پیدا کرد.
محبوبیت کلاس‌های خمینی چندان مورد رضایت حکومت پهلوی نبود، چراکه دولت ایران مایل بود به روحانیون اجازه نفوذ به خارج از حوزه را ندهد؛ بنابراین حکومت دستور داد که کلاس‌های درس او از مدرسهٔ فیضیه به مدرسهٔ ملاصادق که گنجایش و ظرفیت به مراتب پایین‌تری نسبت به مدرسهٔ فیضیه داشت، منتقل شود. اما با سقوط رضاشاه در سال ۱۳۲۰ هجری شمسی، کلاس‌های درس دوباره به مکان قبلی خود – مدرسهٔ فیضیه – بازگشت.
این موضوع که خمینی در آن جلسات قابلیت سخن گفتن برای عدهٔ زیادی از مردم عادی – و نه فقط طلبه‌های حوزه – را در قالب درس اخلاق داشت بعدها نقش زیادی در تحولات سیاسی کشور ایفا کرد.
در حین تدریس اخلاق به جمع کثیری از مستمعین، خمینی شروع به تدریس بخش‌های مهمی از درس فلسفه، مانند قسمت‌های مربوط به روح در اسفار اربعه از ملاصدرا و شرح منظومه از سبزواری، خطاب به گروهی منتخب از طلبه‌های جوان کرد که در بین آن‌ها نام مرتضی مطهری و حسینعلی منتظری نیز دیده می‌شد. این دو نفر بعدها و در جریانات مربوط به انقلاب کمک زیادی به خمینی کردند و از یاران اصلی او محسوب می‌شدند.
خمینی خود دربارهٔ آغاز تدریس در حوزه چنین می‌گوید:

 «از مدتها قبل از آمدن آقای بروجردی عمده اشتغال به تدریس معقول و عرفان و سطوح عالیه اصول و فقه بود پس از آمدن او به تقاضای آقایان مثل مرحوم آقای مطهری و آیت‌الله منتظری به تدریس خارج فقه مشغول شدم و از علوم عقلیه بازماندم و این اشتغال در طول اقامت قم و مدت اقامت نجف مستدام بود.»

## ازدواج
روح‌الله جوان پدر و مادری نداشت که برای او به خواستگاری بروند و خودش هم چندان به ازدواج و تشکیل خانواده نمی‌اندیشید. برای نخستین بار سید محمدصادق لواسانی، دوست و هم‌درس خمینی برای او اقدام کرد و دختر میرزا محمد ثقفی، از روحانیون تهران، را به او پیشنهاد کرد.
خمینی چندین بار به خانهٔ میرزا محمد پیغام فرستاد و آن‌ها را از نیت خود باخبر کرد. اما «قدس‌ایران» که در آن زمان در مقطع دبیرستان مشغول به تحصیل بود هربار پاسخ منفی داد. به گفتهٔ خودش، دلیل این امر عدم تمایل به زندگی در شهر قم و علاقه به حضور در تهران و نزد خانواده بوده‌است. تا این‌که بر اثر خوابی که در آن زمان دید، به خمینی پاسخ مثبت داد و به همسری او درآمد.
خمینی در سال ۱۳۰۸ هجری شمسی با خدیجه ثقفی معروف به «قدس ایران» دختر محمد ثقفی تهرانی ازدواج کرد. او در زمان ازدواج ۲۷ سال و همسرش ۱۶ سال سن داشت. همسرش در مورد زندگی با او چنین می‌گوید:
«اگر می‌خواستم لب حوض روسری بچه را بشویم، می‌آمدند می‌گفتند بلند شو تو نباید بشویی. من پشت سر او، اتاق را جارو می‌کردم. وقتی او نبود لباس بچه را می‌شستم …»
حاصل این ازدواج، سه پسر و پنج دختر بود که از میان آن‌ها، یک پسر و دو دختر اندکی پس از تولد فوت کردند.

### فرزندان و نوه‌ها

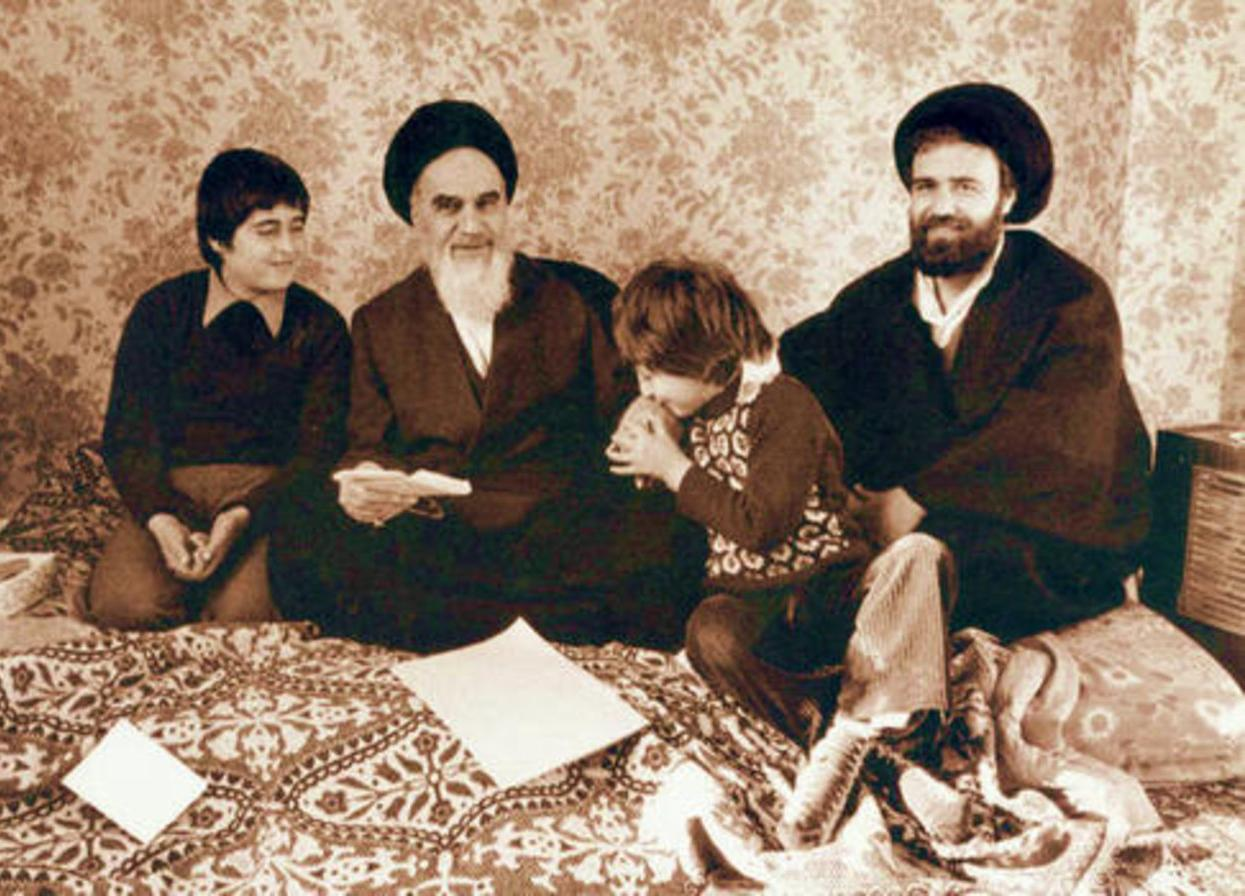
سید روح‌الله خمینی، فرزندش احمد و نوه‌هایش حسن و یاسر

از ازدواج روح‌الله خمینی و خدیجه ثقفی در سال ۱۳۰۸ خورشیدی، دو پسر و سه دختر بجا ماندند؛ مصطفی (متولد ۱۳۰۹ ش)، احمد (متولد ۱۳۲۴ ش)، زهرا، فریده و صدیقه. از وی همچنین ۱۵ نوه برجا ماند: از مصطفی خمینی: حسین خمینی و مریم خمینی، از احمد خمینی: حسن خمینی، یاسر خمینی و علی خمینی، از زهرا خمینی: مسیح بروجردی و لیلی بروجردی، از فریده خمینی: فرشته اعرابی، و از صدیقه خمینی: علی اشراقی، نعیمه اشراقی، زهرا اشراقی و چهار فرزند دیگر.

## پی‌نوشت‌ها
1. ↑  این شهر در آن زمان بیشتر به «سلطان‌آباد» یا «عراق» شهرت داشت، تا این‌که هیئت وزیران در سال ۱۳۱۴ هجری شمسی نام آن را به «اراک» تغییر داد.